# Brodawnik tatrzański
Brodawnik tatrzański (Scorzoneroides pseudotaraxaci (Schur) Holub) – gatunek rośliny należący do rodziny astrowatych. Występuje w południowych, zachodnich i wschodnich Karpatach (endemit karpacki). Roślina tatrzańska, w Polsce występująca wyłącznie w Tatrach, dość pospolicie.

## Morfologia

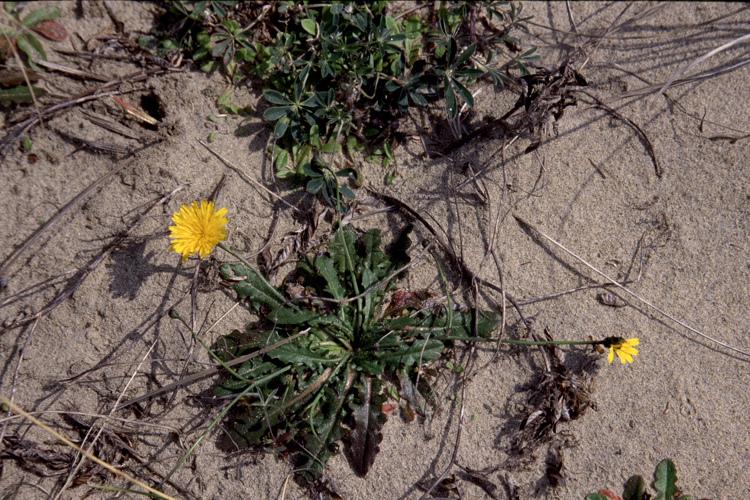

ŁodygaProsta, wzniesiona, o wysokości 3–20 cm, bezlistna. Nigdy nie rozgałęzia się. Już od połowy lub 2/3 wysokości stopniowo grubieje ku wierzchołkowi. Pod kwiatostanem łodyga jest silnie rozdęta. Cała silnie owłosiona, zwłaszcza górą. Wszystkie włoski pojedyncze. Pod ziemią ukośne kłącze.
LiścieZróżnicowane morfologicznie. Na tej samej roślinie mogą być podługowatołopatkowate lub pierzasto-wrębne albo pierzasto-dzielne. Niektóre liście swoim kształtem podobne do liści mniszka. Ich szczytowa łatka jest wydłużona. Są nagie, lub rzadko owłosione, ciemnozielone i dosyć tęgie.
KwiatyZebrane w pojedynczy, wzniesiony koszyczek na szczycie łodygi. Wszystkie kwiaty języczkowe, jednolicie żółte, zarówno brzeżne, jak i środkowe. Szyjki słupka również żółte. Czarniawa okrywa koszyczka jest gęsto owłosiona odstającymi włoskami. Kielich przekształcony w rosnące w dwóch rzędach i niesplątane z sobą włoski.
OwocGładka niełupka długości 6–7 mm z żółtawoszarym puchem kielichowym. Włoski puchu piórkowate (11–21 na każdym owocu).

## Biologia i ekologia
Bylina. Kwitnie od lipca do sierpnia, nasiona rozsiewane są przez wiatr. Siedlisko: murawy, skały, szczeliny skalne, hale, wśród kosodrzewiny. W Tatrach od regla górnego po piętro turniowe, ale głównie w piętrze kosówki i halnym.